# ظفيفة
ظَفِيْفَة أو العقرب السوطي (الاسم العلمي: Thelyphonus) هو جنس من العنكبوتيات يتبع فصيلة العقارب السوطية من رتبة العقربيات السوطية.